# Supercilium
Il supercilium ("sopracciglio" in latino) è una banda molto marcata che alcuni uccelli presentano sul piumaggio del muso. È una fascia di spessore variabile che inizia alla base del becco, prosegue sopra l'occhio e termina nella parte posteriore della testa. Si differenzia dalla flangia e dalla banda oculare perché queste decorrono sempre all'altezza degli occhi, rispettivamente davanti e dietro. Quando la linea è presente solo sopra la flangia e non continua dietro l'occhio, è chiamata "banda sopralorale".
Spesso il colore, la forma, la lunghezza e altre caratteristiche del supercilium sono utili per identificare la specie osservata; ad esempio, il supercilium del luì scuro (Phylloscopus fuscatus) è un tratto che consente di distinguere la specie dal luì di Radde (Phylloscopus schwarzi). Il supercilium del luì scuro è biancastro, dai margini netti, stretto in regione oculare e sempre più scuro e ampio nel suo decorrere verso la parte posteriore della testa; il supercilium del luì di Radde, invece, ha pressoché le caratteristiche opposte.
Il supercilium del tordo acquaiolo settentrionale (Parkesia noveboracensis) differenzia questo uccello dal tordo acquaiolo della Louisiana (Parkesia motacilla), dal quale altrimenti sarebbe difficile da distinguere. Il primo ha infatti un supercilium bicolore che si allarga notevolmente dietro l'occhio, mentre il secondo ha un supercilium di colore crema uniforme e caratterizzato da un'ampiezza simile tra la porzione anteriore e quella posteriore rispetto all'occhio.

## Galleria d'immagini

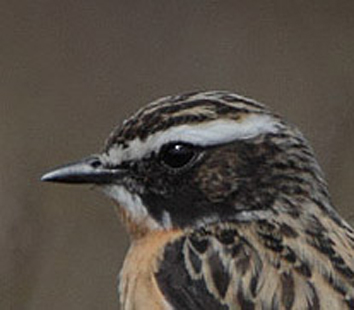
Stiaccino (Saxicola rubetra
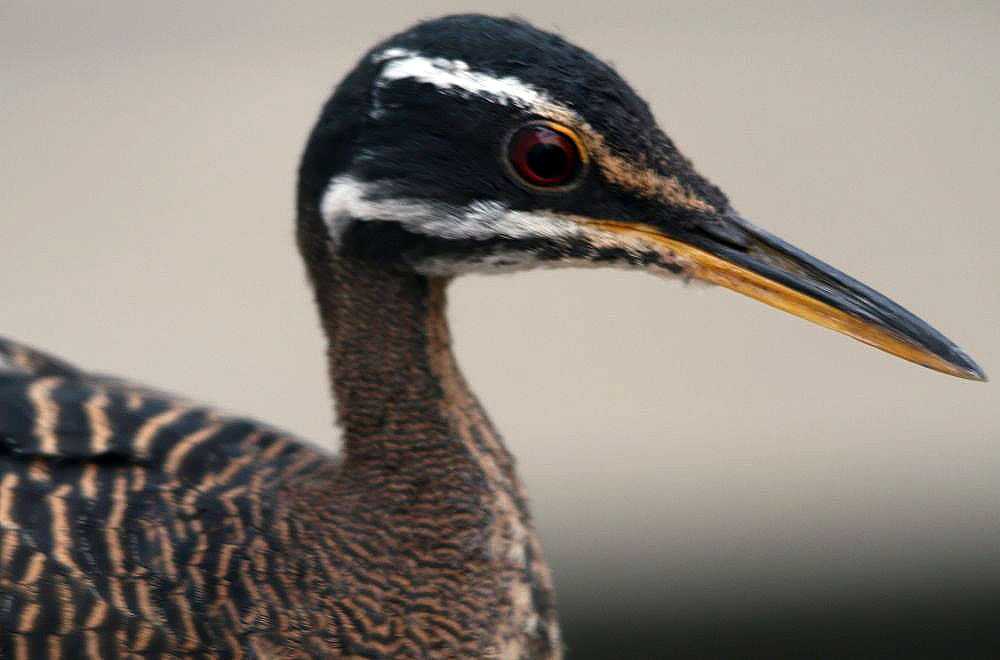
Tarabuso del sole (Eurypyga helias)
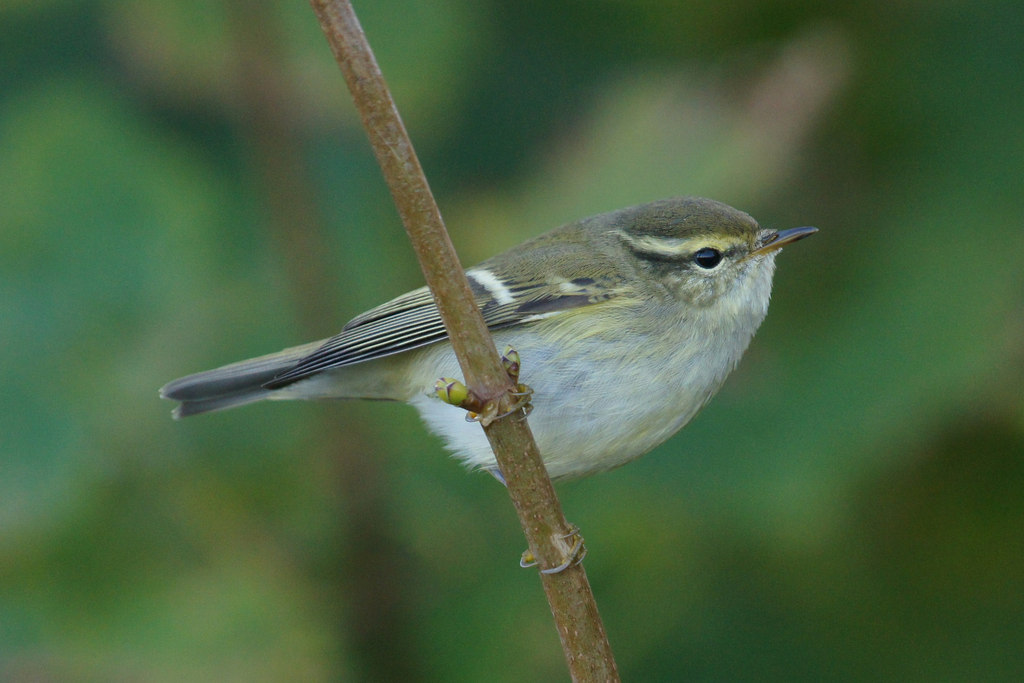
Luì forestiero (Phylloscopus inornatus)